# Torihäst
Torihäst (på estniska tori hobune) är en tyngre varmblodshäst från Estland som avlades fram för att få en vänlig, lugn och tålmodig häst som ändå hade lite temperament. Hästarna passar utmärkt både till ridning, som körhäst och till jordbruksarbete. Förr skilde man på tyngre typer och de lite lättare typerna men idag räknar man alla inom samma typ, den lite grövre och starkare varmblodshästen. Idag finns dock ganska få exemplar av rasen kvar.

## Historia
Från år 1890 och 1950 skedde nästan all estnisk avel vid Toristuteriet. Torihästen utvecklades bland annat genom att man korsade den uråldriga inhemska estniska hästen med andra Europeiska hästraser. Torihästen är i stort sett baserad på en enda hingst som kallades Hetman. Hetman var en mörk flaxfux som föddes 1886 i Polen och var en korsning mellan Norfolktravare och en Hunterhäst. Han importerades till Estland av greve F.R. Berg, som i sin tur hyrde ut Hetman år 1892 innan han såldes till Toristuteriet. Man avlade vidare på Hetman och alla hans söner för att få en ren och rak blodslinje. Hetman gav stuteriet 48 avelshingstar och 37 avelsston.
År 1921 startades en stambok för rasen som då kallades Tori-roadster efter Norfolktravaren som låg till grund för rasen. Norfolktravaren kallades Norfolk Roadster i England. Det estniska jordbruksministeriet fastställde Torihästen som en egen ras den 5 juni 1925, och namnet ändrades till enbart Torihäst, eller även Toric. Från och med 1932 delade man in hästarna i två sektioner i stamboken, TA som stod för den tyngre typen och TB för den lättare.
Dock syntes snart alldeles för många tecken på inavel hos hästarna. På 1930-talet varnade man för Torihästarna som kunde få allvarliga lynnesstörningar som en biverkning av inaveln. För att förgrena häststammen något importerade man in lättare hästar av rasen Bretagnare från Frankrike som man avlade vidare på. De nya hästarna höll hög kvalitet i lynne och kropp men gångarterna och rörelserna blev stelare. För att motverka detta importerade man två tyska varmblodshästar, Hannoveranare och Trakehnare.
Efter mitten av 1900-talet började jordbruken att mekaniseras, så även i Estland även om utvecklingen var lite långsammare. Ridsport blev även mer populärt både som yrkeskarriär och som fritidssyssla och uppfödarna valde att satsa på den lättare typen av Tori, en sporthäst med mer inblandning av tyska varmblod. Beteckningarna TA och TB slutade att användas och istället kom man att använda sig av beteckningen "pure-breed" (renrasig) för de Torihästar som inte har någon inblandning av andra hästar och bara ren Torihäst.

## Egenskaper

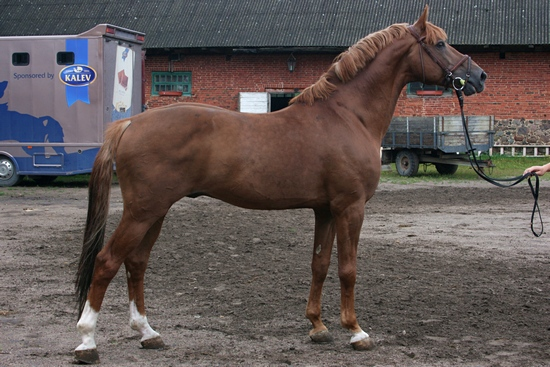
Den här lättare Torihästen visar tydligt släktskap både med originalet och varmblodshästarna.

Torihästen är ett vackert och ganska tungt varmblod, och det finns även en lättare sportvariant av hästarna. Huvudet är stort eller medelstort, nacken är kort men kraftig och ryggen är rundad och kort. Benen är korrekta och väldigt fina. Rasen har en hög fertilitetsfaktor med ca 86 föl på 100 ston, vilket borde underlätta ett eventuellt avelsprogram för att rädda rasen.
Den lättare typen av Torihäst är mycket smalare i exteriören med tydliga inslag av varmblodshästar. Nacken är ganska kraftig och lite böjd men hästen är vacker och de perfekta benen gör att hästen är utmärkt i hästsporter som banhoppning och dressyr. 

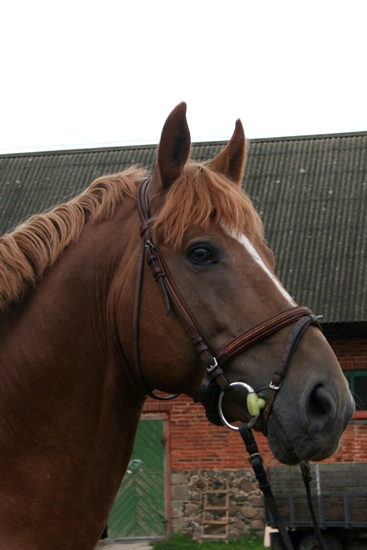
Huvudet på den lättare typen är unikt, med drag från både kallblodshästar och varmblodshästar.